# 湯吉郎
太閤天然温泉 湯吉郎（たいこうてんねんおんせん とうきちろう）は、愛知県清須市にあるスーパー銭湯である。

## 泉質
- 弱アルカリ性単純温泉[1]
  - 源水温度39.6℃
  - 湧出量220 L/分
  - pH8.7

## 効能
冷え性、ヒザ痛、筋肉痛、腰痛、便秘、脚気、肩こり、胃腸病、疲労、リウマチ、婦人病、美肌効果、血行不良、心臓病、貧血性、顔や手のむくみ、ニキビ・吹き出物、ストレス、関節痛・神経痛、不眠症、生理不順、脱毛症、ボケを防止、ガン予防、神経衰弱、化粧ののり、ED（勃起不全）、汗をかきにくい、風邪予防、血糖値
※注 : 効能は万人にその効果を保証するものではない。

## 施設
1階に憩いのフロア、2階にお風呂のフロア、3階に岩盤浴のフロアに分けられている。

### 1階 憩いのフロア
- 畳敷き休憩ゾーン

お風呂を楽しんだ後にくつろぐことができるエリア。テレビが設置されている。
- コミックルーム
- ゲームコーナー

UFOキャッチャーやパチンコ・スロットなどが設置されている。
- 飲食店
  - 大戸屋[3]
  - 大戸屋メニューの他に様々な料理を提供している。
  - 麺屋はなび 湯吉郎店[4] [5]
  - 名古屋めしの1つである台湾まぜそばなどを提供している。
  - ピースカフェ[6]
  - ジュースやクレープ、ソフトクリームなどを提供している。
- リラクゼーション[7]
  - 和（なごみ）〜ボディケア・整体〜
  - トータルヒーリングサロン癒（ゆう）
  - アカスリ&ボディケア ソウル院
  - マッサージチェア

### 2階 お風呂のフロア
- 炭酸風呂
- 露天風呂

名古屋の都心が一望できる。
- ジェットバス・電気風呂
- サウナ
  - ヒマラヤ岩塩サウナ（女性限定）
  - 太閤源泉蒸気サウナ（男性限定）

### 3階 岩盤浴フロア
- 男女兼用 低温岩盤浴
- 女性専用 虹色岩盤浴
- リラックスルーム
- アイスルーム
- 展望テラス

## アクセス

### 自家用車
- 名古屋第二環状自動車道甚目寺南IC、大治北ICより愛知県道79号あま愛西線経由約2km [8]。
- 名古屋方面から愛知県道200号名古屋甚目寺線を通り豊公橋交差点を右折[9]。
- 津島方面から愛知県道79号あま愛西線を通り豊公橋交差点を左折[10]。

### 公共交通機関
- 名鉄名古屋本線須ヶ口駅を南へ1.5km。名鉄津島線甚目寺駅を南東に2km。
- 名古屋市営バス豊公橋（東）下車徒歩8分[8]。
- きよすあしがるバスグリーンルート豊公橋北（湯吉郎）下車すぐ[11]。

### シャトルバス
無料送迎シャトルバスが毎日運行されている 。
- 名駅・本陣ルート

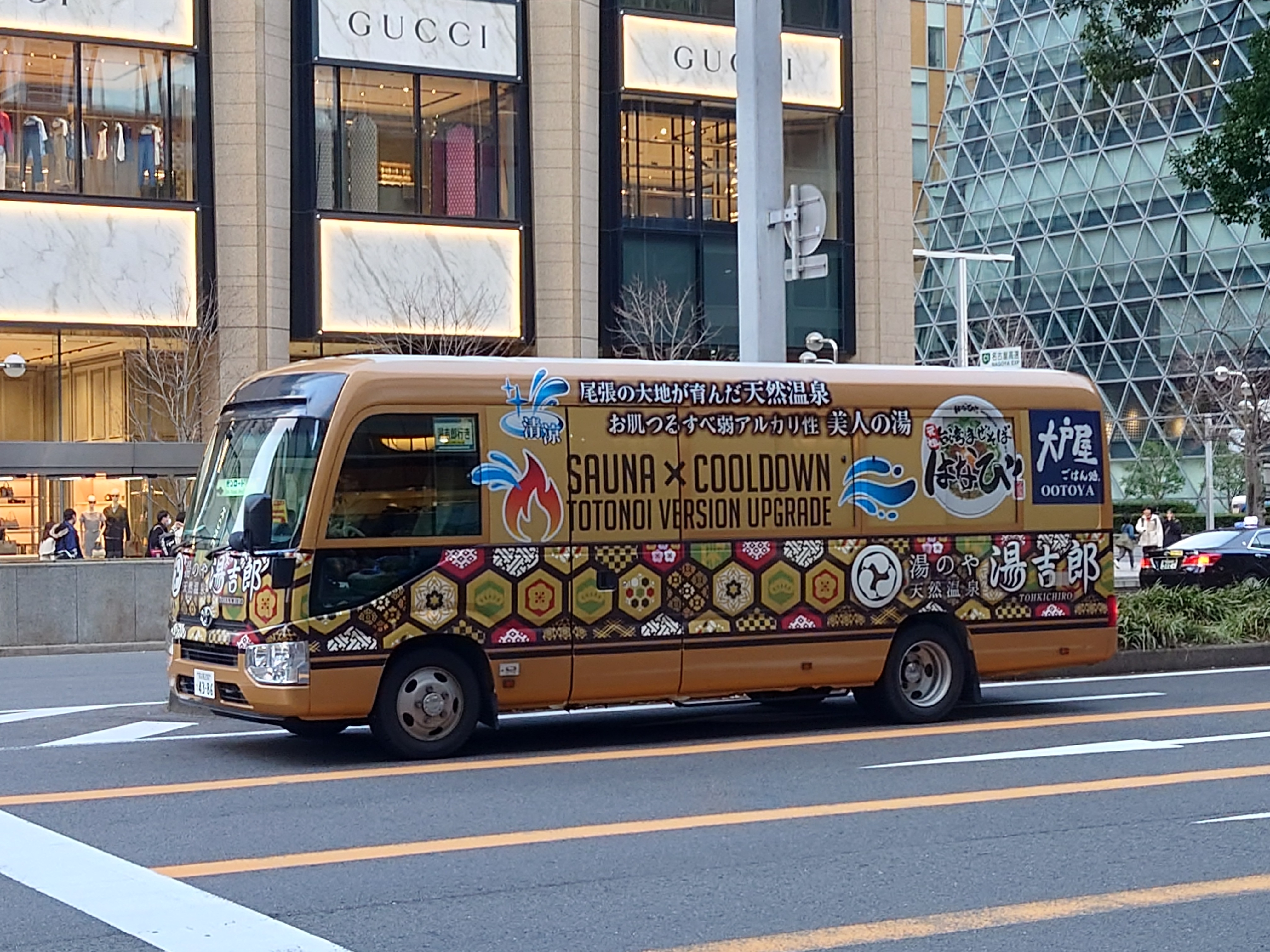
シャトルバス

  - 名古屋駅東口 - 名古屋駅西口　- 本陣駅 - 湯吉郎

- かつては甚目寺ルートや上小田井ルート、浅間町ルートが運行されていたが廃止されている。